# 東欧史研究会
東欧史研究会（とうおうしけんきゅうかい、英語: Association for East European Studies）は、1975年に設立された、東欧史に関する日本の学術団体。日本学術会議協力学術研究団体であり、日本学術会議などによる「学会名鑑」にも学会として登録されている。2022年度から現在（2025年度）まで秋山晋吾（一橋大学）が委員長を務めている。
1978年に学術誌『東欧史研究』（英題: The Journal of East European Studies、ISSN 0386-6904）を創刊し、以後、年に1号ずつ発行している。なお掲載から3年を経た誌面は電子ジャーナルとして、国立研究開発法人科学技術振興機構の「J-STAGE」にて一般公開されている。
主な活動として、年に一度の「大会」と4回前後の「例会」を開催しており、近年ではハプスブルク史研究会と合同で「個別研究報告会」を行っている。
ロシアによるウクライナ侵攻を受けて、公式サイトにて「ウクライナに関するフォーラム」を臨時で設けている（期間限定）。

## 歴代委員長
- 1997年度[5]～1998年度：小沢弘明（千葉大学、オーストリア近代史）
- 1999年度：戸谷浩（明治学院大学、ハンガリー近世史）
- 2000年度（委員長代行）：薩摩秀登（明治大学、ボヘミア中近世史）
- 2001年度～2003年度：戸谷浩
- 2004年度～2007年度：篠原琢（東京外国語大学、チェコスロヴァキア近代史）
- 2008年度～2011年度：薩摩秀登
- 2012年度～2015年度：白木太一（大正大学、ポーランド近代史）
- 2016年度～2019年度：吉岡潤（津田塾大学、ポーランド近現代史）
- 2020年度～2021年度：中田瑞穂（明治学院大学、チェコスロヴァキア近現代史）
- 2022年度～：秋山晋吾（一橋大学、ハンガリー近世史）